# Calonotos aterrima
Calonotos aterrima là một loài bướm đêm thuộc phân họ Arctiinae, họ Erebidae.